# エバポレーター
エバポレーター（英: evaporator）とは、減圧することによって固体または液体を積極的に蒸発（evaporate）させる機能をもつ装置である。蒸発による気化熱を利用した冷却・冷房装置、薄膜形成に用いられる真空蒸着装置、有機化学実験などで減圧蒸留を自動で行うロータリーエバポレーターなどに大別される。

## ロータリーエバポレーター

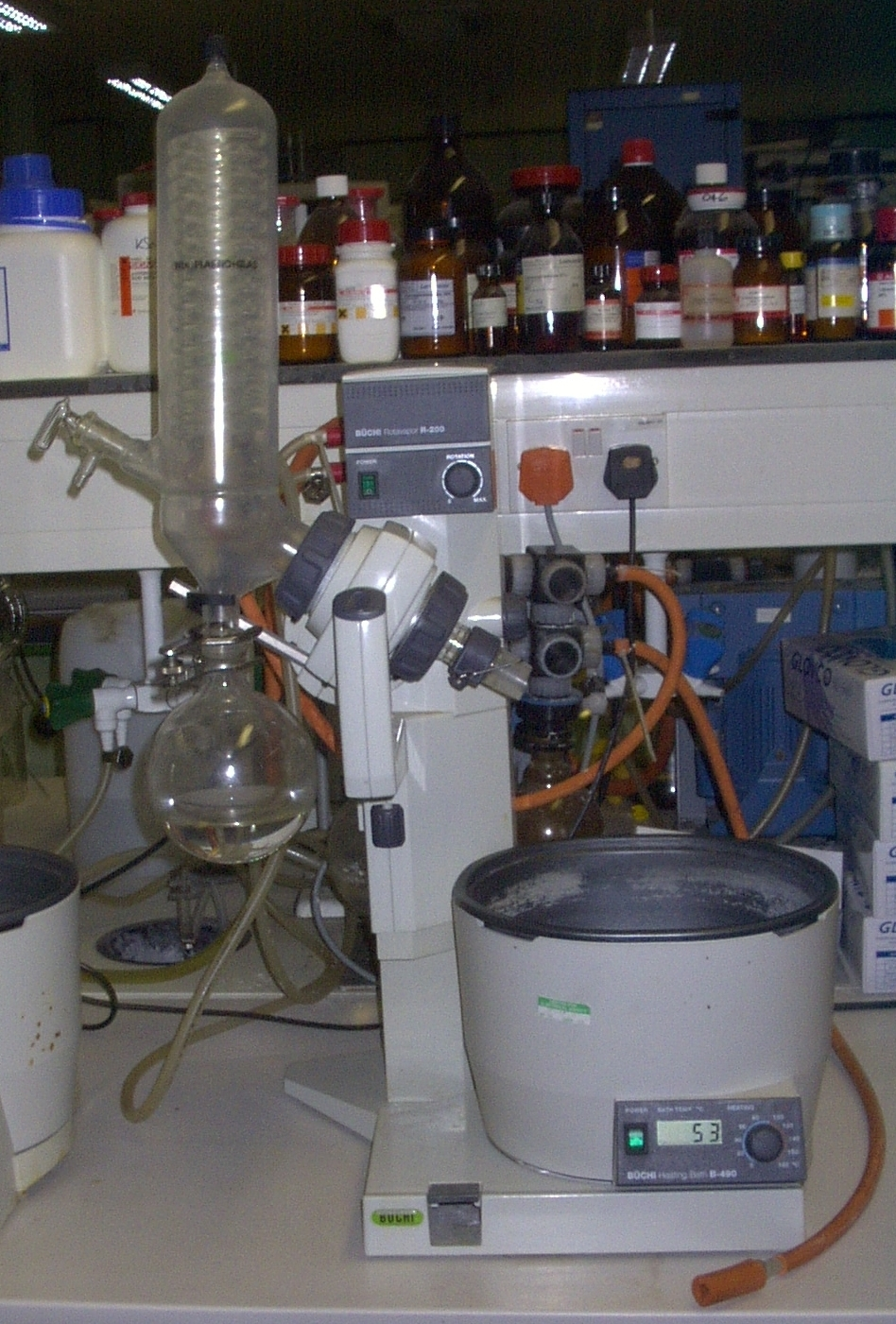
実験室のロータリーエバポレーター

ロータリーエバポレーターは主に溶媒の除去（留去）のために用いられる蒸留装置である。フラスコを回転させることによって蒸発の効率を高めて迅速な溶媒除去を可能としている。突沸を防ぐ効果もある。

### 装置の構成
装置は蒸留すべきものを入れたすり合わせ付きフラスコを装着するすり合わせ付きのガラス管、フラスコとともにこのガラス管を回転させるモーター、蒸発した溶媒を冷却して液体に戻すための冷却器、液体に戻った溶媒を受けるための溶媒溜めからなる。フラスコとエバポレーターの間に突沸した場合に備えて、フラスコから噴出した液を受けるトラップ球を入れることもある。操作時にはフラスコは恒温槽により加熱し、冷却器から真空ポンプに結合して装置内を減圧する。溶媒の精製ではなく除去を目的とするため、蒸発面と冷却部の距離は短く、効率のよい二重の蛇管型の大きめの冷却管を備えている。コンピュータ制御により加熱や減圧の操作を自働的に行う機能を備えた装置もある。フラスコとの接続部のすり合わせが固着しやすいので、固着をはずす部品が付属している装置もある（大抵の場合、このような部品を用いなくとも木槌で軽く叩くと外れる）。連続式で大量の溶液を処理するための装置は、冷却管の頭部に、フラスコに追加の溶液を注入するためのガラス管付きのコック、冷却管と溶媒溜めの間に溶媒溜めを交換するための真空解放コックを備えている。

### 原理
フラスコ（ナス型）を回転させることによってフラスコ壁面に薄い液膜を形成させる。溶液全体の量が多い場合でも液膜部分はすぐに恒温槽の温度まで加熱されるので蒸発の効率が上昇する。また、液体の表面積も増加するので、さらに蒸発の効率が高まる。

### 用途
主として反応後の溶液、カラムクロマトグラフィーのフラクション、分液操作を行った有機層などの濃縮・溶媒留去に用いられる。

### 操作法
操作は溶媒を除きたい溶液を入れたフラスコをエバポレーターに装着し、減圧を開始してから、モーターによる回転をはじめる。そしてその後、恒温水槽にフラスコを付けて加熱する。減圧前にモーターによる回転を行なうと、フラスコが落下して内容物を失うおそれがある。先に加熱してから減圧すると突沸してやはり内容物を失うおそれがある。

### 注意点
冷却管で液化した留出物はすべて溶媒溜めに集められるため、還流による精留効果は期待できない。そのため、エバポレーターで沸点の比較的低い物質の溶液から溶媒を除くと、溶媒と一緒に蒸発してしまいロスにつながることが多い。このような場合にはビグリューカラムなどの蒸留塔を用いて通常の減圧蒸留で溶媒を除去する方が良い。
フラスコ内に沈殿が析出している場合もエバポレーターでの濃縮は不向きである。沈殿が沸騰石のように相転移の核となるため、急激な発泡を引き起こし突沸する。同じ理由で、磁気撹拌子を入れたままエバポレーターで濃縮することも避けるべきである。

## フラッシュエバポレーター
フラッシュエバポレーターもロータリーエバポレーターと同じく溶媒の除去のために用いられる蒸留装置であるが、こちらは撹拌羽根を使用することにより、効率を高めている。

### 装置の構成
装置は回転薄膜式の分子蒸留装置と類似している。蒸留すべきものを入れる溶液溜め、蒸発を行なうための撹拌羽根とヒーターを備えたスピニングカラム、蒸発した溶媒を冷却して液体に戻すための冷却器、液体に戻った溶媒を受けるための溶媒溜め、溶媒が除去された溶液を受ける残渣溜めからなる。

### 原理
溶媒を除きたい溶液を溶液溜めからスピニングカラムへ少しずつ導入する。スピニングカラム内の撹拌羽根を回転させることによっては壁面に溶液を押し付けて薄い液膜を形成させ、壁面をヒーターで加熱して溶媒を蒸発させる。この溶液の薄膜化によってロータリーエバポレーターと同じように蒸発の効率を高めている。
ロータリーエバポレーターよりも大量の溶液を処理するのに向いている。精留効果が期待できない点はロータリーエバポレーターと同様である。少しずつ溶液を導入するため、ロータリーエバポレーターよりも突沸は起こりにくい。固体が析出してしまう溶液や粘稠な溶液はこの装置では処理できない。